# 와인 (가수)
와인(1996년 8월 7일 ~ )은 대한민국의 가수다. 2015년 월간 윤종신 2015년 11월 호 연습생 with Y.E.T으로 데뷔했다.

## 방송
- 슈퍼스타K6 (2014)
- 싱어게인1 (2020) - Top71